# Wharf Holdings
 (avril 2012).
Si vous disposez d'ouvrages ou d'articles de référence ou si vous connaissez des sites web de qualité traitant du thème abordé ici, merci de compléter l'article en donnant les références utiles à sa vérifiabilité et en les liant à la section « Notes et références ».

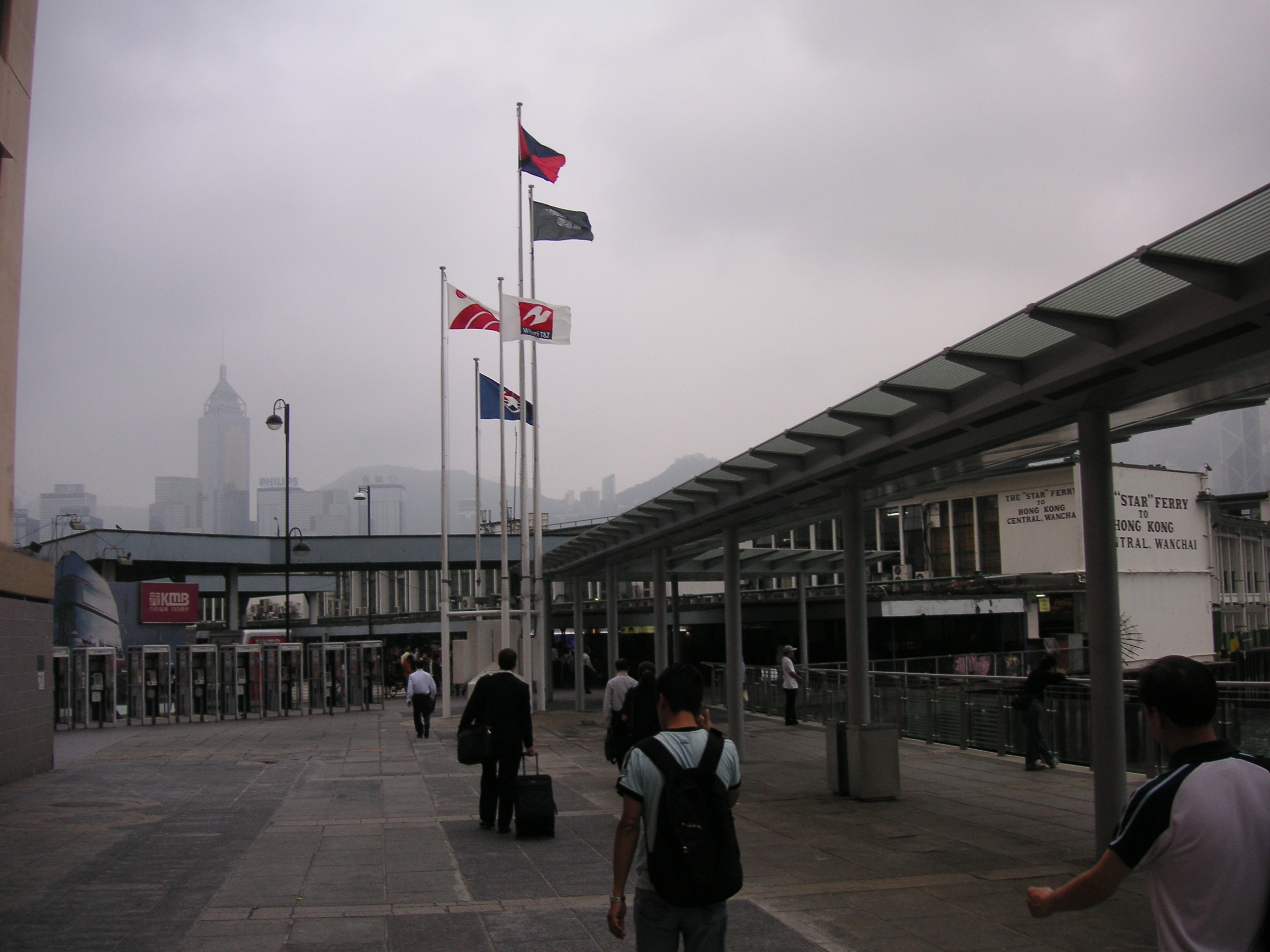
Les Cinq Mâts de Drapeaux de Wharf près du quai de Star Ferry Pier et de l’Ocean Terminal. Les cinq drapeaux sont ceux de Wharf, Harbour City, Cable TV, Wharf T&T et Star Ferry.

The Wharf (Holdings) Limited (chinois traditionnel : 九龍倉集團), ou Wharf (chinois traditionnel : 九倉) sous sa forme abrégée, (HKSE : 0004) est une entreprise fondée en 1886 à Hong Kong. Comme son nom signifiant quai en Anglais le suggère, l’activité d’origine de l’entreprise était la gestion d’opérations portuaires et d’entreposage à quai, sous le nom de The Hong Kong and Kowloon Wharf and Godown Company, Limited. C’est en 1986 que l’entreprise a adopté son nom actuel.
L’actionnaire principal est Wheelock & Co.
Même aujourd’hui, l’entreprise possède toujours Star Ferry, même si cette icône de Hong Kong ne forme plus qu’une part relativement faible du portefeuille de l’entreprise. Les « Cinq Mâts de Drapeaux », un groupe de mâts de drapeaux représentant l’entreprise sont visibles a quelques mètres du Quai de Ferries de Tsim Sha Tsui où opère Star Ferry et sont un repère et un lieu de rendez-vous.
L’entreprise possède deux centres commerciaux modernes et de standing, Harbour City et Times Square, à Hong Kong. Les deux tirent leur origine de l’héritage de l’entreprise dans le secteur des transports, puisqu’ils sont respectivement bâtis sur le site du premier quai de l’entreprise et celui du dépôt originel du Tramway de Hong Kong, une ancienne filiale.
Les autres possessions à Hong Kong incluent i-CABLE, Cable TV et Wharf T&T, ainsi que Modern Terminals.L’entreprise possède aussi de nombreuses propriétés immobilières dans le secteur de Tsim Sha Tsui à Kowloon.
Wharf Holdings possède aussi des développements et un parc immobilier à Singapour via sa filiale Wheelock Properties dont Wheelock Place et l’ancien Seaview Hotel.